# Bádminton en los Juegos Europeos
El bádminton en los Juegos Europeos se realiza desde la primera edición. El evento es organizado por los Comités Olímpicos Europeos, junto con la confederación Badminton Europe (BE). 

## Ediciones
| Núm. | Año  | Sede                 | Instalación          |
| ---- | ---- | -------------------- | -------------------- |
| I    | 2015 | Bakú ( Azerbaiyán)   | Pabellón de Deportes |
| II   | 2019 | Minsk ( Bielorrusia) | Club Falcon          |
| III  | 2023 | Tarnów ( Polonia)    | Jaskolka Arena       |

## Medallero
- Actualizado a Cracovia 2023.

| Núm. | País         | Oro | Plata | Bronce | Total |
| ---- | ------------ | --- | ----- | ------ | ----- |
| 1    | Dinamarca    | 7   | 3     | 3      | 13    |
| 2    | Reino Unido  | 2   | 4     | 3      | 9     |
| 3    | Países Bajos | 2   | 1     | 1      | 4     |
| 4    | Bulgaria     | 2   | 0     | 1      | 3     |
| 4    | España       | 2   | 0     | 1      | 3     |
| 6    | Francia      | 0   | 4     | 5      | 9     |
| 7    | Rusia        | 0   | 2     | 3      | 5     |
| 8    | Bélgica      | 0   | 1     | 0      | 1     |
| 9    | Alemania     | 0   | 0     | 4      | 4     |
| 10   | Irlanda      | 0   | 0     | 3      | 3     |
| 11   | Israel       | 0   | 0     | 2      | 2     |
| 12   | Estonia      | 0   | 0     | 1      | 1     |
| 12   | Lituania     | 0   | 0     | 1      | 1     |
| 12   | Suiza        | 0   | 0     | 1      | 1     |
| 12   | Turquía      | 0   | 0     | 1      | 1     |
|      | TOTAL        | 15  | 15    | 30     | 60    |